# Californische slangenvis
De Californische slangenvis (Ophidion scrippsae) is een straalvinnige vissensoort uit de familie van naaldvissen (Ophidiidae). De wetenschappelijke naam van de soort is voor het eerst geldig gepubliceerd in 1916 door Hubbs.

## Kenmerken
Deze vis beschikt over een langwerpig lichaam met een stompe kop en een grote bek, dat bij de staart in een punt uitloopt. De schubben zijn gerangschikt als een vlechtwerkpatroon. De lichaamslengte bedraagt ten minste 28 cm.

## Leefwijze
Deze nachtactieve vis leeft meestal ingegraven in het zand. 's nachts komen ze gedeeltelijk tevoorschijn, al wachtende op een prooi, zoals kleine visjes of garnalen, die ze met een snelle uitval bemachtigen. Zo nu en dan gaan ze al zwemmende op zoek naar een prooi.

## Verspreiding en leefgebied
Deze soort komt voor in de noordoostelijke Grote Oceaan op diepten tot 100 meter.

## Status
De soort staat op de Rode Lijst van de IUCN als niet bedreigd, beoordelingsjaar 2007.